# Till the End
「Till the End」（ティル・ジ・エンド）は、ReoNaの楽曲。2020年2月10日に配信限定シングルとして、SACRA MUSICから発売された。

## 概要
「Till the End」は、イベント「ソードアート・オンライン -エクスクロニクル-」内で販売されたオフィシャルグッズの "イベントパンフレット同梱CD" としてのみ入手可能であった楽曲だったが、
本イベント終了に伴い「もっと沢山のSAOファンの皆様に聴いて欲しい」という協議の結果、フル配信が決定された。
2020年4月26日には定額制音楽配信サービスでの配信がスタートした。

## チャート成績
2月10日付のオリコンデイリー デジタルシングル（単曲）ランキングでは4,408ダウンロードを記録。
その後、2月10日～16日集計の2月24日付 オリコン週間 デジタルシングル（単曲）ランキングでは初動8,746ダウンロードを売り上げ、10位を獲得した。

## 収録曲
| #         | タイトル         | 作詞       | 作曲・編曲 | ストリングスアレンジ | 時間 |
| --------- | ---------------- | ---------- | ---------- | -------------------- | ---- |
| 1.        | 「Till the End」 | ハヤシケイ | 毛蟹       | 宮野幸子             | 6:01 |
| 合計時間: | 合計時間:        | 合計時間:  | 合計時間:  | 合計時間:            | 6:01 |

## 参加ミュージシャン
※出典
- Drums：比田井修
- Bass：高間有一
- Guitar：堀崎翔
- Piano：荒幡亮平
- Strings：室屋ストリングス
- Choir：Barzz〜Minstrels of a birds〜
- Choir lyrics：Iruma Rioka

## タイアップ
- 『ソードアート・オンライン』原作小説刊行10周年テーマソング[7]

## リリース日一覧
| 地域 | リリース日    | 形態                   | 配信サイト                   |
| ---- | ------------- | ---------------------- | ---------------------------- |
| 日本 | 2020年2月10日 | デジタル・ダウンロード | Till the End - iTunes Store  |
| 日本 | 2020年2月10日 | デジタル・ダウンロード | Till the End - mora          |
| 日本 | 2020年2月10日 | デジタル・ダウンロード | Till the End - レコチョク    |
| 日本 | 2020年2月10日 | デジタル・ダウンロード | Till the End - animelo mix   |
| 日本 | 2020年4月26日 | ストリーミング         | Till the End - Apple Music   |
| 日本 | 2020年4月26日 | ストリーミング         | Till the End - Spotify       |
| 日本 | 2020年4月26日 | ストリーミング         | Till the End - LINE MUSIC    |
| 日本 | 2020年4月26日 | ストリーミング         | Till the End - Amazon Music  |
| 日本 | 2020年4月26日 | ストリーミング         | Till the End - AWA           |
| 日本 | 2020年4月26日 | ストリーミング         | Till the End - YouTube Music |
| 日本 | 2020年4月26日 | ストリーミング         | Till the End - KKBOX         |